# Inula helvetica
Espèce
Classification phylogénétique
L'Inule de Suisse, ou Inule de Vaillant, ou Inula helvetica, est une espèce de plante à fleurs du genre Inula et de la famille des asteracées.

## Statut de protection
En France, l'espèce est protégée en Franche-Comté.
En Suisse, elle figure sur la liste rouge des plantes.